# Équipe d'Irlande du Nord espoirs de football
Ne doit pas être confondu avec Équipe de république d'Irlande espoirs de football.
Maillots
L'équipe d'Irlande du Nord espoirs de football est une sélection de joueurs de moins de 21 ans nord-irlandais placée sous l'égide de la Fédération d'Irlande du Nord de football.

## Effectif actuel
Les joueurs suivants ont été appelés pour disputer deux matchs amicaux contre l'Écosse les 23 et 27 septembre 2022.
Gardiens
- Dermot Mee
- Dylan Berry

Défenseurs
- Aaron Donnelly
- Trai Hume
- Sam McClelland
- Carl Johnston
- Lewis MacKinnon
- Dane McCullough
- Cameron Stewart
- Henry Jeffcott

Milieux
- Caolan Boyd-Munce
- Alfie McCalmont
- Dylan Boyle
- Terry Devlin
- Charlie McCann
- Charlie Allen
- Isaac Price

Attaquants
- Dale Taylor
- Chris McKee
- Ross McCausland
- Euan Williams
- Matthew Lusty